# Juba II.

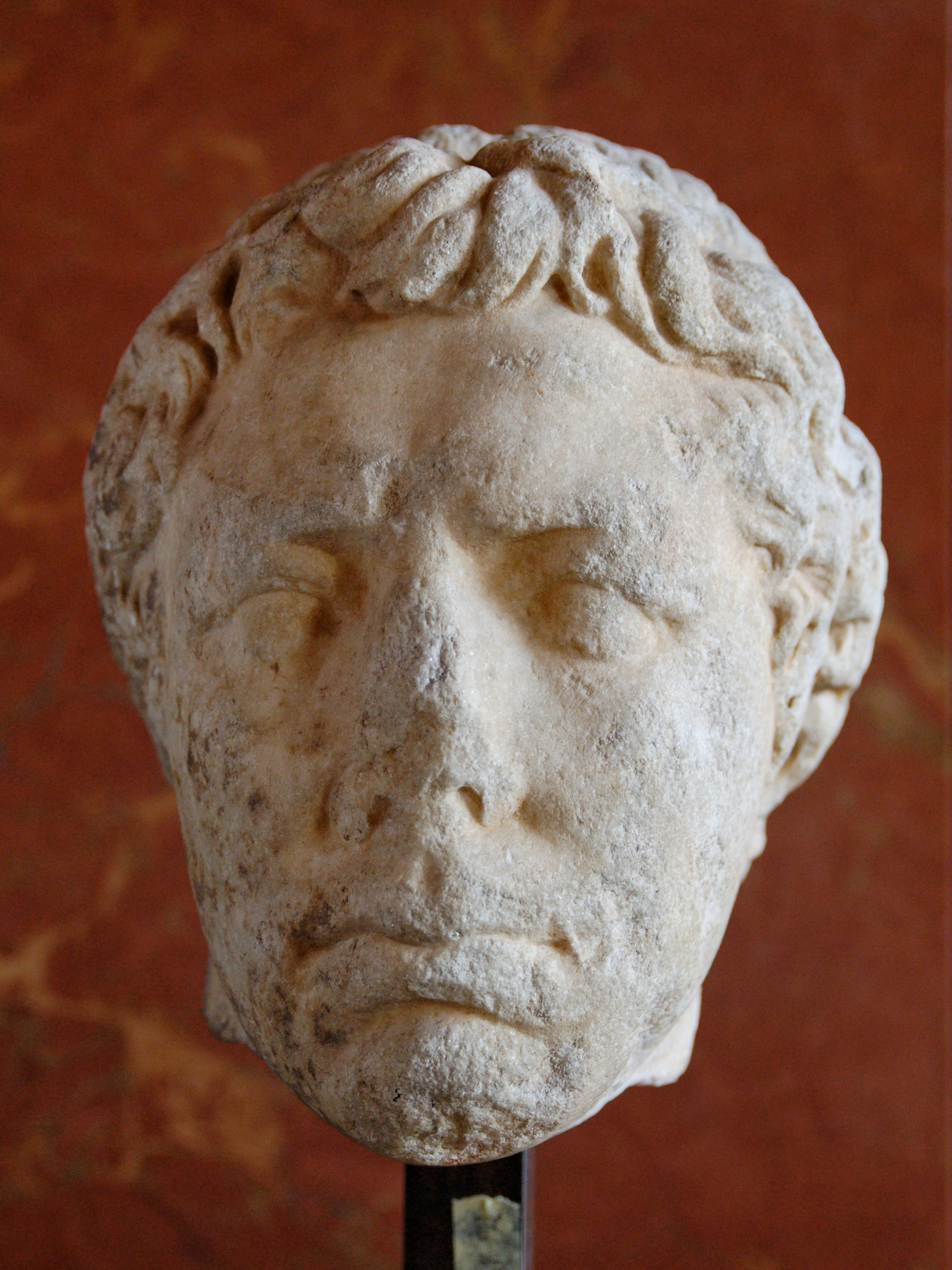
Büste Jubas II. im Louvre.

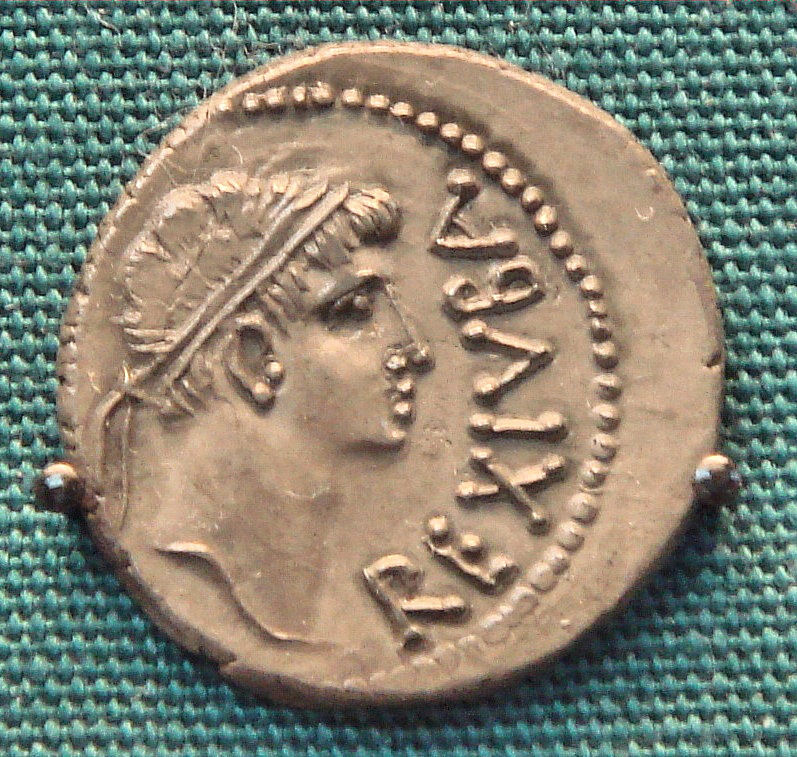
Münze Jubas II.

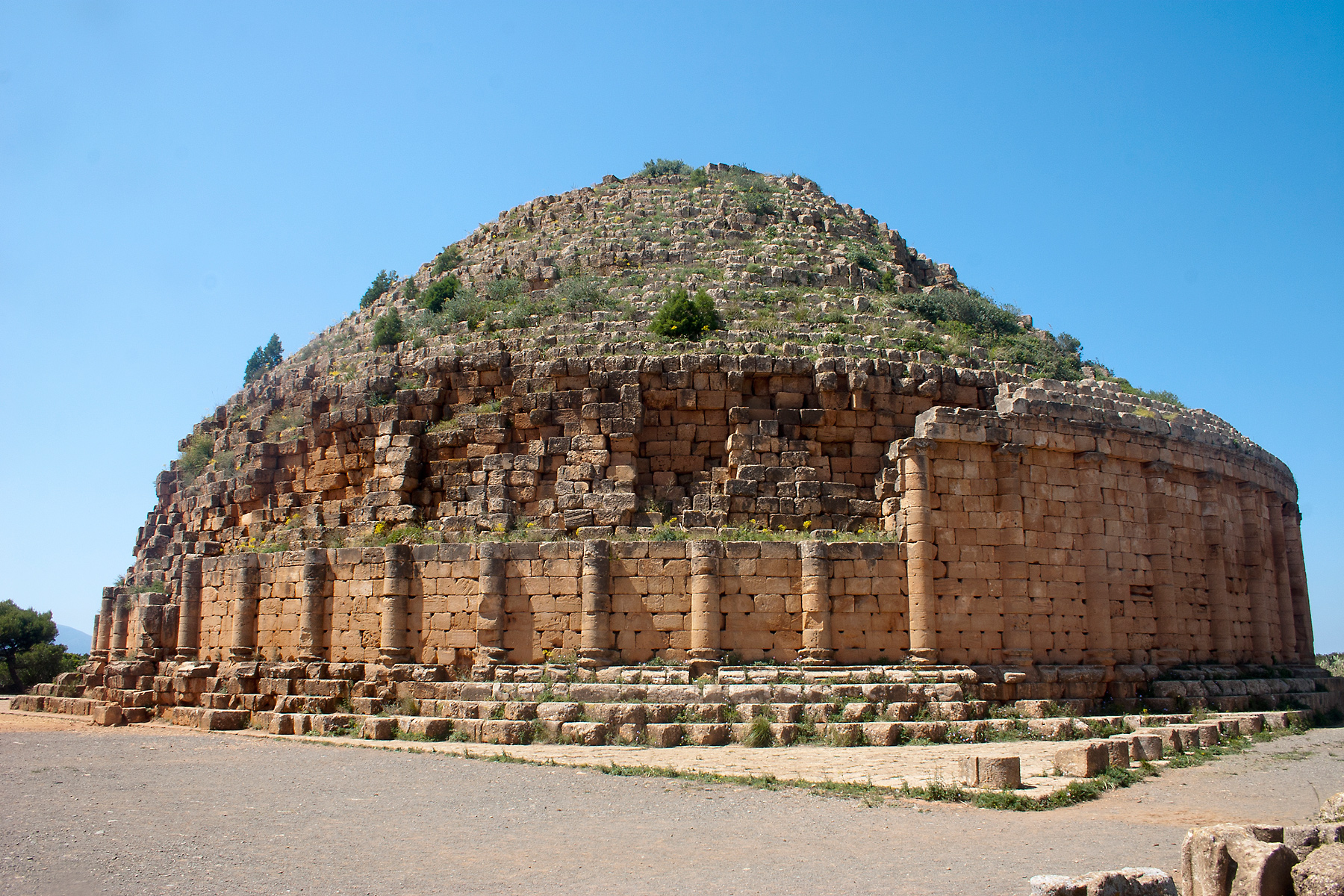
Mausoleum von Juba II. und Kleopatra Selene in Sidi Rached

Juba II. (* ca. 50 v. Chr.; † 23 n. Chr.) war von 30 v. Chr. bis 25 v. Chr. König von Numidien sowie von 25 v. Chr. bis 23 n. Chr. König von Mauretanien im heutigen Marokko und Algerien.

## Leben
Juba wurde als Sohn des Königs Juba I. von Numidien geboren. Nach der Niederlage seines Vaters in der Schlacht bei Thapsus (46 v. Chr.) gegen Gaius Iulius Caesar und dessen Selbstmord wurde er als Kind im Triumph Caesars mitgeführt. Er wuchs in Rom in der Obhut von Octavia auf, der Schwester des römischen Kaisers Augustus und Witwe von Marcus Antonius, und erhielt eine ausgezeichnete Erziehung. In dem Haushalt waren unter anderem Alexander Polyhistor und Athenodorus von Tarsus tätig.
Juba wurde 30 v. Chr. von Augustus als König von Numidien eingesetzt, 25 v. Chr. als König von Mauretanien. Er war als Klientel-König von Rom abhängig, Plinius betont daher, dass er als Autor berühmter war denn als souveräner Herrscher. In Mauretanien förderte Juba die hellenistische Kultur durch die Gründung von Städten. Seine Hauptstadt Caesarea war nach hellenistischem Muster angelegt.
Juba wurde verheiratet mit Kleopatra Selene, der Tochter der berühmten Kleopatra VII. und von Marcus Antonius, die seit 30 v. Chr. ebenfalls unter Aufsicht von Octavia aufgewachsen war. Das genaue Datum ist unbekannt, aber 20 v. Chr. wurde ein Denar geprägt, der diese Hochzeit feierte. Ihr Sohn erhielt den Namen Ptolemaeus, womit Kleopatra klar auf ihre ptolemäischen Wurzeln hinwies. Nach Kleopatras Tod ehelichte Juba die kappadokische Prinzessin Glaphyra. Sie war die Witwe des 7 vor Christus hingerichteten Prinzen Alexander von Judäa, Sohn des Königs Herodes. Glaphyra verließ ihn jedoch bald, um den Ethnarchen Herodes Archelaos zu heiraten, einen Halbbruder ihres verstorbenen Gatten Alexander.
Jubas und Kleopatra Selenes Mausoleum, ein rundes Kolumbarium, befindet sich bei Tipasa im heutigen Algerien. Ihr Sohn Ptolemaeus folgte Juba auf den Thron.

## Werke
Juba schrieb unter anderem Werke über römische Geschichte, Arabien und Afrika bzw. Libyen in griechischer Sprache. In letzterem Werk dürfte er die Erfahrungen seiner Expedition zu den Kanarischen Inseln eingearbeitet haben. Er verfasste auch ein Buch über die Pflanze Euphorbia, die er selbst auf dem Berg Atlas entdeckt und nach seinem Leibarzt Euphorbus benannt hatte. Sie wird gewöhnlich mit Euphorbia resinifera identifiziert. Das Buch wird auch von Galen erwähnt. Auch Jubas Werk über Arabien enthält Beschreibungen von Pflanzen, unter anderem des Weihrauchbaumes.
Juba lokalisierte die Quelle des Nils im unteren Mauretanien, in einem See namens Nilides. In diesem See gab es außer den Fischen Alabeta, Coracimus und Silurus auch Krokodile, was die Verbindung zum Nil augenscheinlich bestätigte. Juba ließ ein Krokodil fangen und schenkte es dem Isis-Tempel in Caesarea Mauretaniae, ähnlich wie der karthagische Entdeckungsreisende Hanno der Seefahrer, über den er ein Buch geschrieben hatte, vor ihm.
Für seine literarischen Leistungen erhielt Juba viel Anerkennung, so wurde ihm in Athen eine Statue errichtet. Allerdings sind von den Werken nur Fragmente erhalten. Seine Abhandlungen wurden unter anderem von Plutarch, Athenaios, Appian, Strabon und Cassius Dio benutzt. Plinius der Ältere beruft sich in seiner Naturgeschichte häufig auf Jubas Werke (Bücher 5, 8, 10, 12–15, 25, 26, 28, 31–33, 36 und 37).

## Nachleben
Die kanarische Wolfsmilch Euphorbia regis-jubae ist nach Juba benannt, dies ist jedoch nicht die Art, die er entdeckt hatte (Euphorbia resinifera).

## Textausgabe
- Die Fragmente der griechischen Historiker, Nr. 275. Leiden, Brill.